# Nesopetinus pusillus
Nesopetinus pusillus är en skalbaggsart som beskrevs av Sharp 1908. Nesopetinus pusillus ingår i släktet Nesopetinus och familjen glansbaggar. Inga underarter finns listade i Catalogue of Life.